# Snídaně u Tiffanyho (kniha)
Snídaně u Tiffanyho (v anglickém originálu Breakfast at Tiffany's) je novela z roku 1958, kterou napsal Truman Capote a vydalo nakladatelství Random House.

## Děj
Příběh novely se odehrává v New Yorku 40. let 20. století. Vypravěč, začínající spisovatel, popisuje svoje zážitky s mladou krásnou dívkou Holly Golightylovou, která byla jeho sousedkou v činžovním domě. Ta žije bezstarostný život, pořádá večírky navštěvované bohatými a vlivnými muži, kteří financují její život. Holly doufá, že si jednou některého z nich vezme. Jak příběh postupuje, vztah vypravěče a Holly se prohlubuje a čtenář se dozvídá víc podrobností a odhaluje její předchozí nelehký život. Holly je nekonvenční a nechce se vázat, svádí muže a manipuluje s nimi, zároveň však touží se usadit. Když je obžalovaná z napomáhání mafiánovi Sally Tomatovi, kterého pravidelně za peníze navštěvovala ve vězení, opouští New York a vydává se do Brazílie. Na závěr příběhu vypravěč obdrží pohled a navždy s ní ztratí kontakt.

## Adaptace
Knížka má několik divadelních adaptací, včetně muzikálu, a dle její předlohy je natočen velice úspěšný stejnojmenný film.